# Ptychopseustis impar
Ptychopseustis impar is een vlinder uit de familie van de grasmotten (Crambidae). De wetenschappelijke naam van de soort is voor het eerst gepubliceerd als Platytes impar in 1905 door William Warren en Lionel Walter Rothschild.
De soort komt voor in Soedan.